# Tres Tombs
Les Festes de Sant Antoni, en alguns indrets conegudes com els Tres Tombs o Tonis se celebren amb motiu de la festivitat de sant Antoni Abat, protector dels animals. Són un conjunt de celebracions arreu de Catalunya entorn el 17 de gener i que consisteixen en les cavalcades dels tres tombs, curses i benediccions dels animals, a més d'altres actes.
El ritu principal d'aquestes festes consisteix a fer tres tombs amb els cavalls, carros i altres animals de tir per l'interior de la població. Per això, aquest ritu s'anomena Tres Tombs o també Passades, Beneïdes i Passant. Antigament es feien tres voltes al voltant d'un espai on es feia una gran foguera feta amb ramatge verd. Un cop el cristianisme té major presència, els tombs es fan al voltant de l'església de Sant Antoni o, si no n'hi ha, de la imatge del sant, des d'on es fa la benedicció dels animals. En molts indrets és costum portar mascotes com gats, gossos i ocells per ser beneïts.

## Festes més destacades

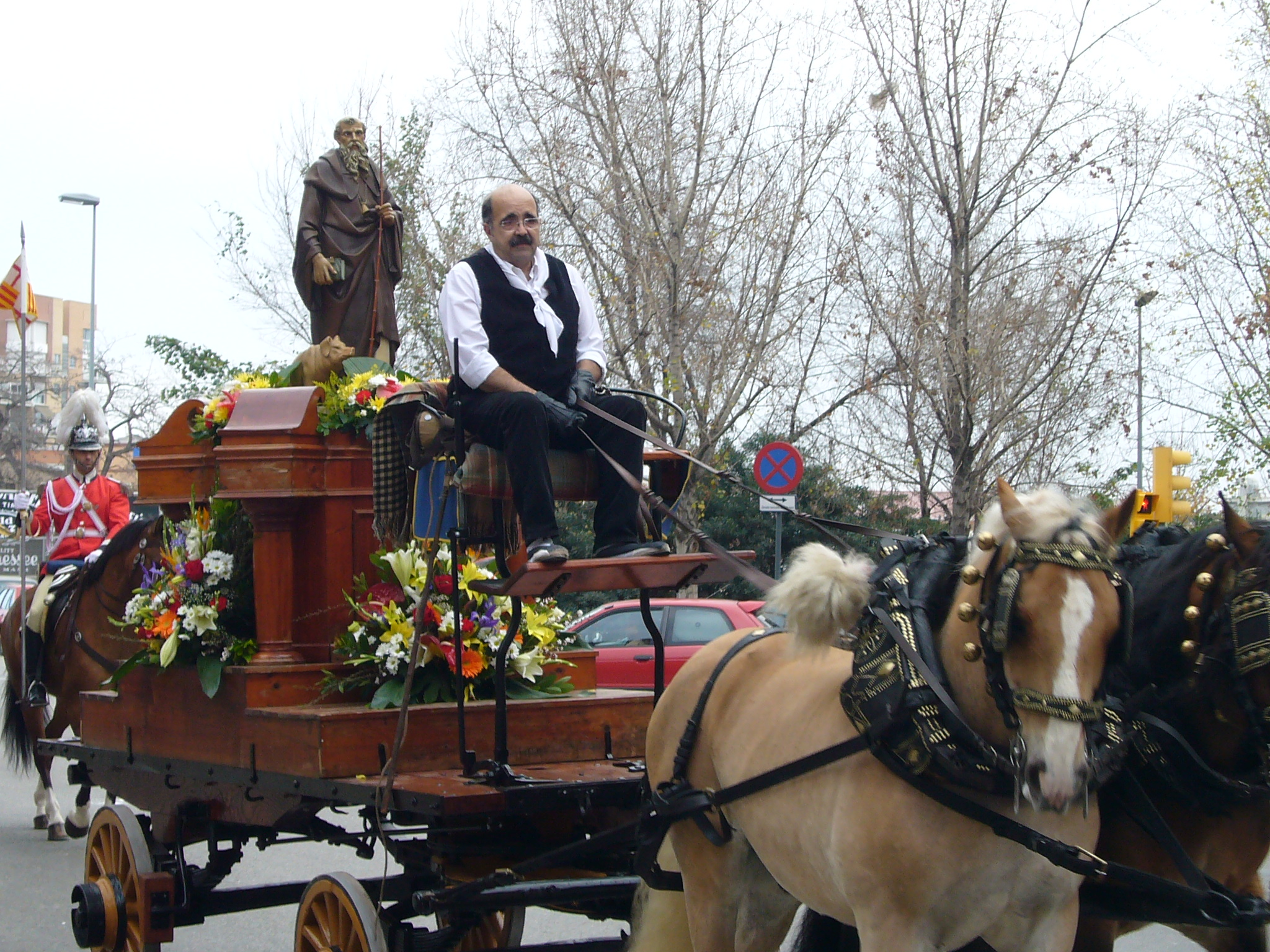
Carruatge amb la imatge de Sant Antoni Abat als Tres Tombs de Sant Andreu de Palomar

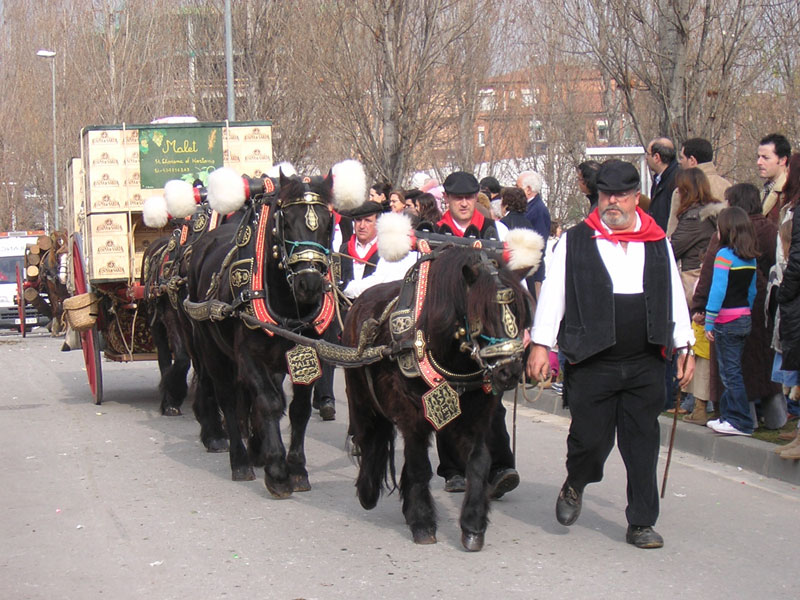
Tres Tombs a Sant Cugat del Vallès

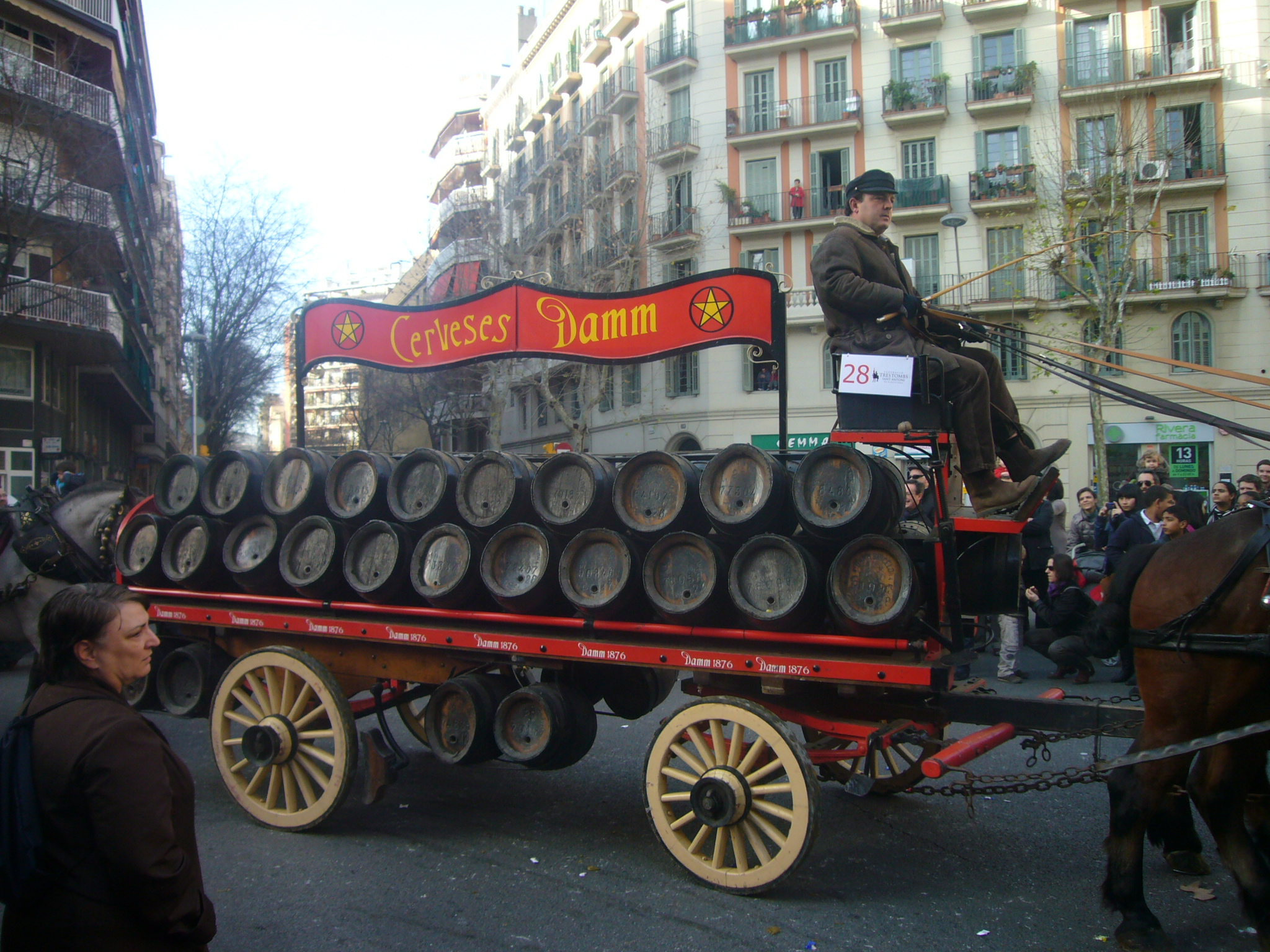
Carruatge de cerveses als Tres Tombs del barri de Sant Antoni de Barcelona

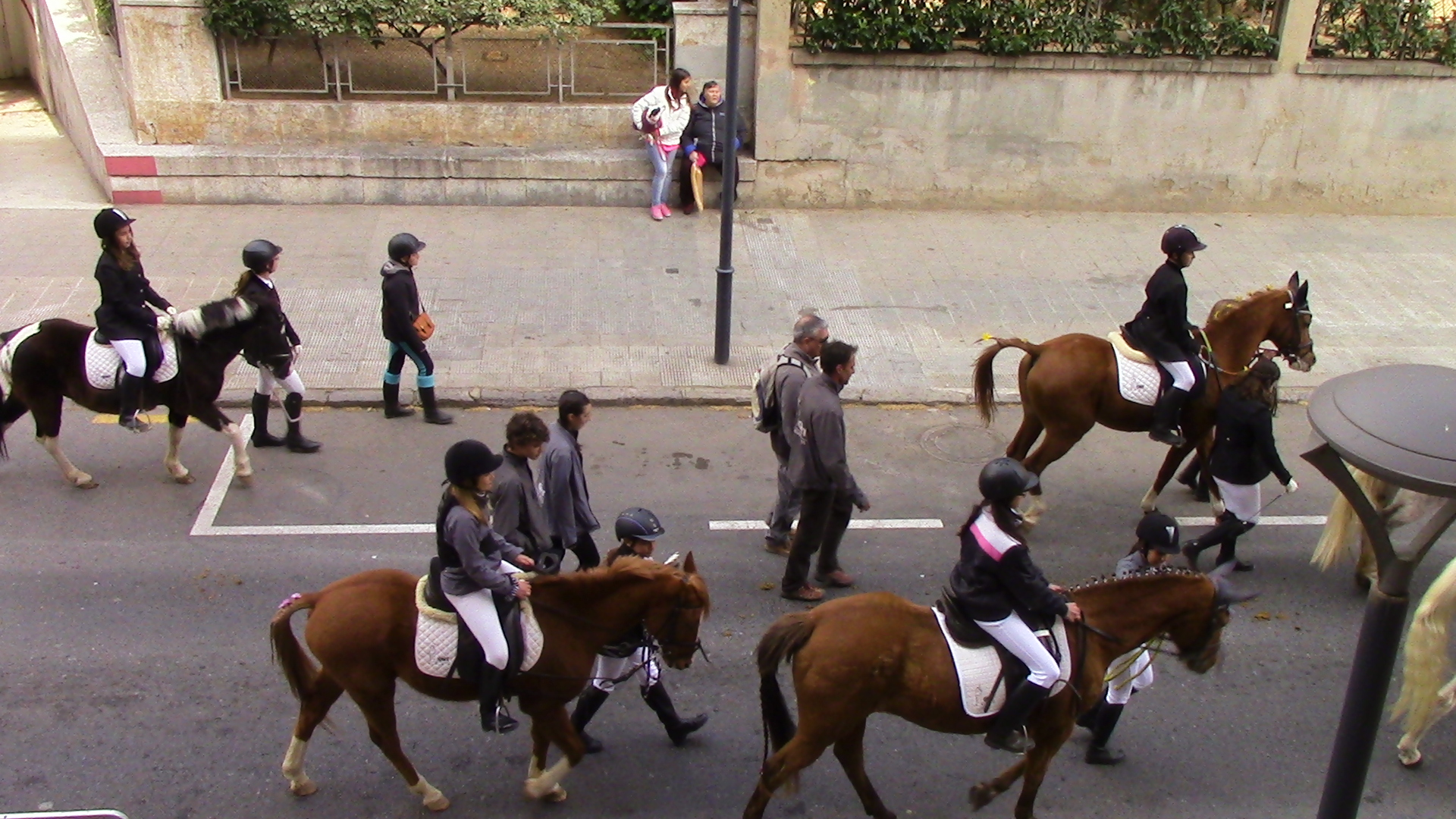
Tres Tombs a Reus 2016

Les poblacions catalanes que celebren de manera destacada els tres tombs són:
- La Festa de Sant Antoni d'Ascó es concentra al cap de setmana més proper al 17 de gener i dura quatre dies. La festa comença amb la recollida de la llenya que els veïns deixen a les portes de les seves cases i que servirà per alimentar la foguera al llarg dels dies de celebració. També té lloc la Plega (o capta de diners) pels carrers del poble, que abans servia per sufragar les despeses que generava la celebració.[1]
- Els Tres Tombs d'Anglesola aplega carros amb bèsties de diversa procedència i se celebra conjuntament amb una fira medieval anualment a mitjan abril, abans de la festivitat de Sant Jordi. Organitzada per la Societat de Sant Antoni Abat d'Anglesola, es duen a terme diverses activitats relacionades amb el món equí i el passat, com la cercavila dels Tres Tombs, les exhibicions amb bèsties de càrrega, els concursos i les curses d'animals, la fira d'oficis tradicionals i els sopars medievals.[3][4]
- El Cós de Sant Antoni de Vila-seca és una cursa de cavalls que se celebra durant la Festa Major de Vila-seca, el dia 17 de gener. Les curses de cavalls o el «Cós» ja se celebraven des del darrere quart del segle xix. Un pregó de l'any 1876 dona fe de la seva celebració, dels premis que es lliuraven en aquella època i de la forma en què es desenvolupava la competició.[5]
- La Festa dels Traginers de Balsareny antigament se celebrava el 17 de gener però actualment se celebra el diumenge de Sexagèsima, el diumenge de la setmana abans del Carnaval, per bé que els primers actes lúdics tenen lloc dissabte al vespre i consisteixen en un ball, el correfoc i el cercatasques. El diumenge, dia central de la celebració, destaquen els actes esmentats relacionats amb la festivitat de Sant Antoni i tot d'activitats paral·leles amb un rerefons històric i folklòric com poden ser la mostra d'eines de pagès, el ferrament i l'esquilada de bestiar i altres antics oficis relacionats amb els animals.[6]
- L'Encamisada de Falset, celebrada el cap de setmana més proper al dia de Sant Antoni Abat, consisteix que els falsetans es vesteixen amb la indumentària tradicional per sortir, amb els animals i els carros ben guarnits, a tombar per la vila. La celebració es diferencia d'altres cavalcades dels tres tombs d'arreu de Catalunya pel rerefons llegendari que la motiva i per la forma com s'organitza i es desenvolupa en l'actualitat, amb una participació bàsicament local.[7]
- La Festa dels Tonis de Taradell se celebra durant el cap de setmana anterior al dia de Sant Antoni Abat. Es té constància d'algunes celebracions d'aquesta festa des de 1780. Des dels inicis del segle XX fins al 1982, la festa dels Tonis s'organitzava a través de l'Associació de Sant Antoni Abat, depenent de la parròquia. El 1982 es va constituir l'actual Comissió de festes de Sant Antoni Abat.[8]
- Els Tres Tombs de Sant Antoni Abat de Valls se celebren per norma general el diumenge abans del dia 17 de gener, però els actes comencen el desembre anterior, amb la presentació dels Tres Tombs i l'entrega de la bandera i el penó als portants. L'acte central de la festa té lloc diumenge al matí amb la desfilada de totes les cavalleries i carruatges.[9] És un dels Tres Tombs més matiners del calendari català i ha estat declarat Festa Tradicional d'Interès Nacional.
- La Festa dels Tonis de Santa Eugènia de Berga se celebra des del 1888 i té com a acte central la cavalcada dels cavalls. A principis del segle xxi, mantenint la vessant religiosa s'ha obert a altres vessants més socials, històriques i de reivindicació. Una sèrie d'activitats lúdiques, repartides en diferents dies, acompanyen l'acte central. Cada 17 de gener se celebra una missa solemne en honor del patró i el darrer cap de setmana de gener se succeeixen un seguit d'activitats lúdiques i culturals. La festa dels tres tombs rep el nom dels Tonis com a la resta de la comarca.[10]
- Els Tres Tombs d'Igualada són els tres tombs més antics portats a terme ininterrompudament des de l'any 1822.[11] La transcendència històrica dels traginers de l'Anoia l'han convertit en una diada declarada festa d'interès turístic nacional l'any 1981. Destaca la importància de l'Antic Gremi de Traginers d'Igualada, la diligència Igualada-Barcelona i el Museu del Traginer. El dissabte al vespre es fa la cercavila nocturna pels principals carrers de la ciutat. El diumenge a les 12 en punt es dona la sortida dels Tres Tombs, tres voltes amb una distància aproximada de 3 quilòmetres, abans de la benedicció dels animals i participants.[12]
- La Corrida és la designació tradicional de la festa a Puig-reig (Berguedà), encara que provingui d'un castellanisme, i se celebra el cap de setmana següent al 17 de gener. La Corrida té alguns dels elements comuns dels Tres Tombs, com la cercavila de carros, cavalls i rucs, i altres d'específics, com el Joc de les cintes (d'origen medieval) i les curses de cavalls, mules i rucs que es fan a la tarda. Un altre element propi de la celebració a Puig-reig és la Festa a l'entorn del porc, que antigament era la matança del porc i en l'actualitat consisteix en una demostració d'elaboració tradicional d'embotits i esmorzar popular amb botifarres per a tothom. D'incorporació més recent dins la programació dels actes de La Corrida són la Fira del cavall, el Raid social i el rodeo amb rucs.[13][14][15]
- Els Tres Tombs de Barcelona, concretament al Barri de Sant Antoni i els Tres Tombs de Sant Andreu de Palomar al barri de Sant Andreu. Segons el Costumari Català de Joan Amades, el 1432 hi va haver un incident entre el gremi de llogaters de mules i el de bastaixos de ribera. Es decidí que el gremi de llogaters ho celebrés el primer diumenge passada la diada perquè les gales dels dos gremis no es confonguessin.[16]
- Collbató[17]
- Festa de Sant Antoni de Vilanova i la Geltrú. Per la qualitat, quantitat i diversitat dels participants és una de les més importants. El 18 de gener de 1851 el Diari de Vilanova publicà: Parece que esta mañana durante los tres tombs, ha habido tambien una desgracia, como sucede casi todos los años... . S'hi feia una cursa de genets i qui guanyava era proclamat el banderer de l'any vinent.[18]
- Tres Tombs d'Esparreguera,[19] fa més d'un centenar d'anys que s'hi celebren. L'entitat que actualment gestiona la festa és l'Agrupació de Sant Antoni Abat d'Esparreguera, dels quals disposa de dues banderes, l'antiga datada del 1843 i la nova del 1983[cal citació] feta per la commemoració del 140è aniversari de la bandera vella. La festa antigament era possible gràcies a la col·laboració i l'esforç constants dels socis, funcionament que actualment encara es manté. Temps enrere, la majoria de la població de la vila era pagesa d'ofici, o treballadors de Can Sedó, on sovint tenien terres per conrear. Per això, no hi havia família que no tingués algun animal, tant per a les feines del camp com per al transport.
- Tres Tombs de Ripollet, arrelada a la vila ja des de la fi del segle xix. La diada se celebra cada any a final de gener, amb la celebració del Solemne Ofici on participa la coral de la Societat Coral 'El Vallès', la benedicció de les cavalleries guarnides, una desfilada pel poble fins a la plaça de l'Onze de Setembre com a centre de reunió de la festa, la degustació de la coca i vi i, com cloenda de la festa, un ball a la tarda. La tradicional cavalcada dels Tres Tombs és l'acte més popular de la jornada, amb una desfilada pels principals carrers de la vila de més de 160 carros i cavalls de la vila i d'arreu de la comarca.[20]
- Tres Tombs d'Olesa de Montserrat: varen recuperar la tradició de les Festes de Sant Antoni Abat després de 12 anys d'inactivitat. Fins al 2006, i durant més de 30 anys, els Tres Tombs van ser una de les grans celebracions de l’hivern a Olesa. Aquests actes consisteixen en diferents activitats relacionades amb el món traginer i de la pagesia.[21][22] El 2021 l'activitat es va suspendre temporalment per la pandèmia.[23] Tot i així, varen preparar una exposició sobre oficis antics.

## Els animalistes i els Tres Tombs
La celebració dels Tres Tombs s'enfronta al rebuig d'una part de la societat que desaprova la presència d'animals en la cercavila i que relaciona l'explotació animal no únicament amb el sistema de consum sinó també amb els espectacles i tradicions culturals. S'han suggerit alternatives com substituir la presència d'animals vius per activitats divulgatives o educatives, paralitzar l'ús de diners públics per al foment de tradicions que podrien vulnerar el benestar animal, substituir l'ús d'animals emprant la imaginació, la creativitat i el talent i posar fi a la tracció animal.
El 2019, per segon any consecutiu, la presència d'animalistes va ser un fet destacat dels Tres Tombs de Sant Andreu. Desenes de persones van protestar pacíficament exhibint cartells i pancartes amb referències als drets dels animals i a la necessitat de prendre consciència respecte al maltractament animal. Els animalistes van criticar l'Ajuntament de Barcelona per permetre l'ús de cavalls per celebrar aquesta tradició. A les festes de Sant Antoni solen desfilar polítics municipals de primera fila, com, per exemple, la mateixa alcaldessa Ada Colau qui va participar pujada en una carrossa tirada per cavalls.
En altres llocs com Torrelles de Llobregat, on va morir una euga durant la desfilada, Taradell o Mataró també es van convocar mobilitzacions. A Molins de Rei, un any després que un mitjà de la comarca documentés l'agressió a un manifestant i el fet que un dels participants els digués als animalistes que "hauria de tornar Franco", la Junta dels Tres Tombs va decidir suspendre la festa dedicada a Sant Antoni Abat per evitar la confrontació amb els col·lectius animalistes. Finalment, però, davant les peticions oficials de diferents entitats i d'un gran nombre de particulars, es va mantenir i va tenir lloc el dia 24 de febrer.
Advocats de les Comissions de Protecció dels Drets dels Animals (CPDA) de Barcelona, Granollers, Girona, Manresa, Mataró, Reus, Tarragona, Terrassa i Sabadell van denunciar l'incompliment de la normativa en matèria de protecció dels drets dels animals i van iniciar contactes amb formacions polítiques del Parlament de Catalunya per demanar la prohibició de l'ús de cavalls i burros a la festivitat dels Tres Tombs.
El 2024, l'entitat estatal INTERcids, està contactant a les autoritats municipals per alertar-los del patiment que, segons aquesta organització, implica aquesta festa pels animals, de que consideren que comporta riscos per la seguretat pública i del fet que creuen ineficaç qualsevol "pretès" protocol de benestar animal. D'altres col·lectius animalistes catalans, també varen criticar la festa a Sant Cugat i a Catalunya en general.
El 2025 la mort d'un cavall que desfilava a la 14a Trobada Nacional a Barcelona, criticada per organitzacions animalistes, va obligar a aturar la desfilada, desviar-ne el recorregut i cancel·lar la benedicció dels animals. Aquell dia varen morir dos cavalls durant la celebració.